# Metro v Caracasu
Metro v Caracasu (Metro de Caracas) je systém podzemní dráhy ve venezuelském hlavním městě Caracasu. Provozuje ho státní společnost Compañía Anónima Metro de Caracas, kterou založil v roce 1977 José González-Lander. Jeho heslem je „Somos parte de tu vida“ („Jsme součástí tvého života“). Má čtyři linky o celkové délce 54,1 km a 53 stanic. Denně přepraví dva a půl milionu cestujících. Provoz metra byl zahájen 2. ledna 1983.
- Linka 1 (červená) Propatria-Palo Verde
- Linka 2 (zelená) El Silencio–Zoólogico
- Linka 3 (modrá) Plaza Venezuela-La Rinconada
- Linka 4 (žlutá) Zona Rental-Capuchinos

Linka 2 je napojena na metro v Los Teques. V plánu je výstavba dalších dvou linek.
Provoz metra bývá poznamenán politickou a hospodářskou situací v zemi, např. v březnu 2019 metro několik dní nejezdilo kvůli výpadku elektrické energie.